# Zygmunt Krauze
Pour les articles homonymes, voir Krauze.
Zygmunt Krauze, né à Varsovie le 19 septembre 1938, est un compositeur et pianiste polonais.

## Biographie
Né en 1938, Zygmunt Krauze fait ses études de piano et de composition au Conservatoire de Varsovie, sa ville natale. En 1963, il commence à organiser des concerts de musique contemporaine avec d’autres compositeurs. En 1966, il est invité à travailler en France avec Nadia Boulanger et remporte le Premier prix au Concours Gaudeamus, à Utrecht.
En 1967, il fonde l’ensemble Atelier de Musique qui donne, en première audition, plus de cent œuvres nouvelles. En 1973, il est invité pendant un an à Berlin-Ouest par la Deutscher Akademischer Auslandsdienst en qualité d’artiste en résidence. C'est alors qu'il débute une ample activité d'enseignant : l'Internationale Ferienkurse à Darmstadt (1974), l'Académie de musique à Stockholm (1975), à Bâle (1979), l'université de l'Indiana à Bloomington (1979), l'université Yale (1982), etc.
Zygmunt Krauze est l'auteur de cinq opéras (Le Piege, Balthasar, La Star, Polyeucte, Yvonne Princesse de Bourgogne) et plus de 80 œuvres symphoniques, musique de chambre et solo. Comme auteur de musique théâtrale, il a composé la musique pour la Comédie-Française, le Théâtre national de la Colline, le Centro Dramatico à Madrid. Zygmunt Krauze place l’auditeur au cœur de son processus créateur : 
« Je préfère que l’auditeur entende des détails séparés et des fragments d’une musique, plutôt que d’être assailli par des éclats, des changements et des surprises. Ma musique n’est pas obstrusive. Elle n’attaque pas l’auditeur, qui dispose alors d’un rôle actif ; il n’écoute que des détails ou des fragments envers lesquels il éprouve une empathie. Il choisit les fragments lui-même parce qu’ils facilitent la perception de la musique. Il sait ce qu’il est prêt à rencontrer. Il est également conscient que tout fragment disparu réapparaîtra certainement ».
En 1982, Pierre Boulez l’invite comme conseiller artistique à l’IRCAM et, l’année suivante, il réalise une émission hebdomadaire à France-Musique. En 1987, il participe en tant que directeur artistique, interprète et compositeur, à des séries de films pour la télévision polonaise : La création de la musique et Musique et silence.
De 1970 à 1981, il est membre du comité de programmation du festival Automne de Varsovie. En 1987, il est nommé président de la Société internationale pour la Musique contemporaine. L’année suivante, il devint le directeur artistique du Séminaire international pour les jeunes compositeurs à Groznjan, en Yougoslavie. Enfin, en 1994, à Rheinberg en Allemagne, avec d’autres personnalités, il fonde Europa-Europa – Société internationale pour la musique contemporaine. De 1980 à 2000, il est président ou vice-président de la section polonaise de SIMC et en 1987-1990, Président de la SIMC. À partir de 2000, il est Directeur artistique du Festival Jardins Musicaux a Varsovie. De 2004 à 2006, il est nommé président de la Société Witold Lutoslawski.

## Récompenses et distinctions
En 1975, Zygmunt Krauze se voit remettre la Croix d’argent du Mérite par le Conseil d'État polonais. En 1984, il est nommé au grade de Chevalier dans l’Ordre des Arts et Lettres. En 1988, il obtient le Prix de l'Union des Compositeurs Polonais, en 1989 et 2005, le Prix du Ministère polonais de la culture. Depuis 1999, il est membre d’honneur de SIMC et depuis 2011, membre d’honneur de l'Union des Compositeurs Polonais. En 2005, il reçoit la médaille de l'UNESCO : Heritage of the Humanity à Valparaíso, Chili. En 2008, il est nommé au grade d’Officier dans l’Ordre national de la Légion d'honneur.

## Œuvres

### Symphonies
- The Letters (2010) pour quatre pianos et orchestre/pour deux pianos, quatre pianistes et orchestre
- Hymn for Tolerance (2007), pour orchestre
- Adieu (2001), pour piano droit et orchestre
- Emille Bell (2000), pour orchestre à cordes
- Serenade (1998), pour orchestre
- Piano Concerto No. 2 (1996), pour piano et orchestre
- Rhapsod (1995), pour orchestre à cordes
- Terra incognita (1994), pour dix cordes et piano
- Marcia (1991), pour orchestre
- Symphonie parisienne (1986), pour orchestre
- Blanc-rouge / Paysage d'un pays (1985), pour deux masses orchestrales : orchestres à vent, orchestre de mandolines, orchestre d'accordéons et 6 percussions (300 musiciens)
- Arabesque (1983), pour piano (avec amplification)et orchestre de chambre
- Piece for Orchestra No. 3 (1982)
- Tableau vivant (1982), pour orchestre de chambre
- Violin Concerto (1980), pour violon et orchestre
- Suite de danses et de chansons (1977), pour clavecin et orchestre
- Piano Concerto No. 1 (1976), pour piano et orchestre
- Fete galante et pastorale (1975, version de concert d'une pièce spatiale), pour 4 solistes jouant sur des instruments folkloriques (4 vielles à roue, 4 cornemuses, 4 violons folkloriques, 4 fifres) et orchestre
- Aus aller Welt Stammende (1973) Pour 10 cordes (5 violons, 3 altos, 2 violoncelles)
- Folk Music (1972) Pour Orchestre
- Voices (1972) Pour 15 instruments optionnels
- Piece for Orchestra No. 2 (1970)
- Piece for Orchestra No. 1 (1969)

### Œuvres de chambre
- Fields and Hills - silence (2009)
- Pour El (2008) Pour clavecin
- Voices for Ljubljana (2007) Pour sept instruments: alto, violoncelle, flûte, clarinette, trombone, piano et percussions
- Fanfare (2007) Pour quatre trompettes
- Ode (2004) Pour flûte, ocarina, 2 trompettes en ut, guitare et 3 tam-tams
- Divertissement Silesienne (1998) Pour quatuor à cordes
- Pastorale (1995) Pour flûte, hautbois, clarinette, cor français, basson
- P - 53 (1994) Pour tout joueur(s)
- Piano Quintet (1993) Pour quatuor à cordes et piano
- For Alfred Schlee with admiration (1991) Pour quatuor à corde
- The Underground River (1987) Version de Concert pour 7 joueurs (clarinette, trombone, percussions, guitare, piano, accordéon, violoncelle) et 7 bandes K7
- Je préfère qu'il chante (1985) Pour basson
- Quatuor pour la naissance (1984) Pour clarinette, violon, violoncelle et piano
- String Quartet No. 3 (1982)
- Commencement (1982) Pour clavecin solo
- Dyptychos (1981) pour orgue
- Automatophone (1976) Version de concert pour 3 ou plus mandolines, guitares 3 ou plus, 3 ou plus de boîtes à musique
- Soundscape (1975) Pour 4 solistes jouant 4 cithares, 4 mélodicas, 8 enregistreurs, 8 cloches des moutons, 8 verres, 4 harmonicas bouche; avec l'amplification et bande K7
- Idyll (1974) Pour 4 solistes jouant des instruments folkloriques (4 vielles à roue, cornemuses 4, 4 violons folkloriques, 4 fifres, 16 cloches) et bande K7
- Song (1974) Pour 4 - 6  instruments mélodiques optionnels
- One Piano Eight Hands (1973) Pour 4 musiciens jouant un piano droit désaccordé
- String Quartet No. 2 (1970)
- Polychromy (1968) Pour clarinette, trombone, piano et violoncelle
- String Quartet No. 1 (1965)
- Prime numbers (1961) Pour deux violons
- Wind Trio (1958) Pour hautbois, clarinette et basson

### Piano
- La naissance et le déroulement d'un reve (2005)
- Refrain (1993)
- Blue Jay Way (1990)
- La chanson du mal-aimé (1990)
- Nightmare Tango (1987)
- From Keyboard to Score (1987)
- Ballade (1978)
- Music Box Waltz (1977)
- Gloves Music (1972)
- Stone Music (1972)
- Fallingwater (1971)
- Esquisse (1967)
- Triptych (1964)
- Five Unitary Piano Pieces (1963)
- Ohne Kontraste (1960)
- Monody and fugue (1959)
- Four dances (1959)
- Two inventions (1958)
- Seven interludes (1958)
- Prelude, intermezzo, postlude (1958)
- Five Piano Pieces (1958)
- Three etudes (1958)
- Theme with variations (1958)
- Six folk melodies (1958)
- Sonatina (1958)
- Three Preludes (1956)

### Œuvres vocales
- Podróż Chopina / Voyage de Chopin (2010) Pour chœur de chambre a capella ou un ensemble d'instruments folkloriques
- Ball In The Opera (2006) Pour chœur de chambre et 12 instruments d'apres le texte de Julian Tuwim
- 5 Songs (2000) Pour baryton et piano pour la poésie de Tadeusz Różewicz
- Trois chansons (1997) Pour chœur mixte (16 chanteurs) Poésie par Claude Lefebvre
- La Terre (1995) Pour soprano, piano et orchestre Poèmes d'Yves Bonnefoy
- Postcard from the Mountains (1988) Pour soprano et huit instruments (flûte, hautbois, clarinette, vibraphone, violon, alto, violoncelle et contrebasse)
- Malay Pantuns (1961) Pour trois flûtes et voix d'alto (ou mezzo-soprano)

### Opéras
- Pułapka/ Le Piege (2011) un opéra en un seul acte, livret: Grzegorz Jarzyna, après le drame de Tadeusz Różewicz "Pułapka" pour solistes, chœur et orchestre symphonique
- Polieukt/Polyeucte (2010) un opéra en cinq actes, livret: Alicja Choińska et Jorge Lavelli d'après Pierre Corneille drame "Polyeucte" pour solistes, chœur et orchestre de chambre
- Yvonne, Princess of Burgundy (2004) un opéra en quatre actes, livret de Grzegorz Jarzyna et Zygmunt Krauze, après la pièce de théâtre de Witold Gombrowicz pour solistes, chœur et orchestre de chambre
- Balthasar (2001) un opéra en deux actes livret: Ryszard Peryt d'après la pièce de théâtre "Daniel" de Stanislaw Wyspianski
- The Star (2006) troisième version, un opéra en un acte, livret : Helmut Kajzar pour soprano, ordinateur et deux cameramen
- The Star (1994) deuxième version, un opéra en un acte, livret : Helmut Kajzar pour soprano, mezzo-soprano, orchestre, chœur et le ballet
- The Star (1981) première version, un opéra en un acte, livret : Helmut Kajzar pour 2 sopranos, 2 mezzo-sopranos, voix d'alto; saxophone ténor, trompette, percussions, accordéon, guitare électrique, violon et contrebasse

### Compositions spatiales
- Aria (2007) Durée illimitée 21 sources sonores (63 haut-parleurs) dans un hall d'exposition
- The Underground River (1987) Collaboration avec Jan Muniak et Wieslaw Nowak - architectes, Pour 7 bandes K7
- Fête galante et pastorale (1974) Première version: composition spatiale pour 6 groupes d'instruments et de 13 bandes
- Fête galante et pastorale (1984) Deuxième version: composition spatiale pour 13 groupes d'instruments, de 5 voix et 13 bandes
- Automatophone (1974) Composition spatiale pour 15 boîtes à musique et 15 instruments à cordes pincées avec amplification
- Spatial Composition No. 2 (1970) Collaboration avec Teresa Kelm - architecte, pour deux bandes
- Spatial Composition No. 1 (1968) Collaboration avec Teresa Kelm - architecte et Henryk Morel - sculpteur Pour 6 bandes

## Sources
- Krystyna Tarnawska-Kaczorowska: Zygmunt Krauze - między intelektem, fantazją, powinnością i zabawą (Zygmunt Krauze – between intellect, fantasy, obligation and amusement), Wydawnictwo Naukowe PWN, Warsaw 2001,  (ISBN 83-01-13426-7)
- Site officiel de Zygmunt Krauze